# South Beach (Florida)
South Beach es un lugar designado por el censo ubicado en el condado de Río Indio en el estado estadounidense de Florida. En el Censo de 2010 tenía una población de 3.501 habitantes y una densidad poblacional de 197,39 personas por km².

## Geografía
South Beach se encuentra ubicado en las coordenadas 27°35′21″N 80°20′38″O / 27.58917, -80.34389. Según la Oficina del Censo de los Estados Unidos, South Beach tiene una superficie total de 17.74 km², de la cual 7.04 km² corresponden a tierra firme y (60.31%) 10.7 km² es agua.

## Demografía
Según el censo de 2010, había 3.501 personas residiendo en South Beach. La densidad de población era de 197,39 hab./km². De los 3.501 habitantes, South Beach estaba compuesto por el 98.43% blancos, el 0.14% eran afroamericanos, el 0.09% eran amerindios, el 0.8% eran asiáticos, el 0% eran isleños del Pacífico, el 0.11% eran de otras razas y el 0.43% pertenecían a dos o más razas. Del total de la población el 2.34% eran hispanos o latinos de cualquier raza.